# Control Machete
Control Machete est un groupe mexicain de hip-hop, originaire de Monterrey, Nuevo León, actif entre 1996 et 2004. Control Machete est connu pour son rap produit par Jason Roberts, également producteur d'œuvres pour des groupes et artistes comme Cypress Hill, House of Pain, Guns N' Roses, Cartel de Santa, Ice Cube et Plastilina Mosh.
Control Machete comprend le vocaliste Fermin IV Caballero Elizondo (Fermín IV), Patricio Chapa Elizalde alias Pato, et Antonio Hernandez alias DJ Toy Selectah.

## Histoire
Le groupe publie son premier album studio, Mucho Barato, qui est produit par Jason Roberts, aussi producteur du premier album de Cypress Hill ; considéré comme précurseur du hip-hop mexicain, le groupe passe d'un succès underground à populaire. Control Machete compte plus de 500 000 exemplaires vendus de Mucho Barato au Mexique et en Amérique du Sud. Ils jouent à de nombreux festivals dont un concert devant 10 000 spectateurs en Espagne.
En 2003 ils sortent l'album Uno, dos:Bandera  atteint les charts Latin Pop.
Le jeu vidéo Crackdown, sorti sur Xbox 360, comprend leurs morceaux Sí Señor et ¿Comprendes Mendes?. Sur Xbox, le jeu vidéo Total Overdose comprend notamment leurs morceaux ¿Comprendes Mendes? et Cheve. Scarface: The World Is Yours comprend Bien, Bien et De.

## Discographie
- 1996 : Mucho Barato
- 1999 : Artilleria Pesada presenta
- 2002 : Solo Para Fanaticos
- 2003 : Uno, dos:Bandera